# Fourneville
Fourneville és un municipi francès situat al departament de Calvados i a la regió de Normandia. L'any 2007 tenia 470 habitants.

## Demografia

### Població
El 2007 la població de fet de Fourneville era de 470 persones. Hi havia 160 famílies de les quals 20 eren unipersonals (4 homes vivint sols i 16 dones vivint soles), 54 parelles sense fills, 78 parelles amb fills i 8 famílies monoparentals amb fills.
La població ha evolucionat segons el següent gràfic:
Habitants censats

### Habitatges
El 2007 hi havia 203 habitatges, 163 eren l'habitatge principal de la família, 38 eren segones residències i 2 estaven desocupats. Tots els 202 habitatges eren cases. Dels 163 habitatges principals, 146 estaven ocupats pels seus propietaris, 13 estaven llogats i ocupats pels llogaters i 4 estaven cedits a títol gratuït; 3 tenien dues cambres, 11 en tenien tres, 25 en tenien quatre i 124 en tenien cinc o més. 134 habitatges disposaven pel capbaix d'una plaça de pàrquing. A 47 habitatges hi havia un automòbil i a 111 n'hi havia dos o més.

### Piràmide de població
La piràmide de població per edats i sexe el 2009 era:
| Homes | Edats   | Dones |
| ----- | ------- | ----- |
| 0     | 95 o +  | 0     |
| 0     | 90 a 94 | 0     |
| 0     | 85 a 89 | 4     |
| 4     | 80 a 84 | 4     |
| 4     | 75 a 79 | 4     |
| 0     | 70 a 74 | 4     |
| 16    | 65 a 69 | 4     |
| 0     | 60 a 64 | 0     |
| 12    | 55 a 59 | 12    |
| 8     | 50 a 54 | 20    |
| 12    | 45 a 49 | 12    |
| 20    | 40 a 44 | 12    |
| 28    | 35 a 39 | 28    |
| 8     | 30 a 34 | 12    |
| 12    | 25 a 29 | 4     |
| 8     | 20 a 24 | 8     |
| 16    | 15 a 19 | 8     |
| 28    | 10 a 14 | 16    |
| 20    | 5 a 9   | 16    |
| 8     | 0 a 4   | 16    |

## Economia
El 2007 la població en edat de treballar era de 310 persones, 224 eren actives i 86 eren inactives. De les 224 persones actives 220 estaven ocupades (119 homes i 101 dones) i 4 estaven aturades (2 homes i 2 dones). De les 86 persones inactives 29 estaven jubilades, 27 estaven estudiant i 30 estaven classificades com a «altres inactius».

### Ingressos
El 2009 a Fourneville hi havia 164 unitats fiscals que integraven 496 persones, la mediana anual d'ingressos fiscals per persona era de 18.204 €.

### Activitats econòmiques
Dels 22 establiments que hi havia el 2007, 2 eren d'empreses de fabricació d'altres productes industrials, 6 d'empreses de construcció, 2 d'empreses de comerç i reparació d'automòbils, 1 d'una empresa immobiliària, 8 d'empreses de serveis, 2 d'entitats de l'administració pública i 1 d'una empresa classificada com a «altres activitats de serveis».
Dels 5 establiments de servei als particulars que hi havia el 2009, 1 era un paleta, 1 guixaire pintor, 1 fusteria i 2 electricistes.
L'any 2000 a Fourneville hi havia 13 explotacions agrícoles que ocupaven un total de 336 hectàrees.

## Equipaments sanitaris i escolars
El 2009 hi havia una escola elemental.

## Poblacions més properes
El següent diagrama mostra les poblacions més properes.